# De Klamp
De Klamp is een buurt in de gemeente Leeuwarden, in de Nederlandse provincie Friesland. De buurt maakt onderdeel uit van de wijk De Zuidlanden in het zuiden van de stad Leeuwarden. De Klamp is een woonwijk gebouwd met de eigenschappen van een dorp en wordt door de projectontwikkelaar ten onrechte aangeduid als 'buurtschap'.
De bouw van De Klamp begon in 2019 en is de vierde buurt in De Zuidlanden. De Klamp is vernoemd naar de gelijknamige boerderij in het uiterste zuiden van de buurt. De Wirdumervaart loopt door de buurt.
Wijken: Aldlân & De Hemrik · Bilgaard & Havankpark e.o. · Binnenstad · Camminghaburen e.o.  · De Zuidlanden · Heechterp & Schieringen · Hempens/Teerns & Zuiderburen · Huizum-West · Middelsee · Nijlân & De Zwette · Oud-Oost · Potmargezone ·  Sonnenborgh e.o.  · Vossepark & Helicon · Vrijheidswijk · Westeinde e.o.

Voormalige wijken: Aldlân · Bedrijventerrein-Oost · Bedrijventerrein West · Camminghaburen · De Zwette · Grote Wielen & De Groene Ster · Huizum-Oost · Oldegalileën & Bloemenbuurt · Oranjewijk & Tulpenburg · Schieringen & De Centrale · Vlietzone · Tjerk Hiddes & Cambuursterhoek · Transvaalwijk & Rengerspark · Valeriuskwartier & Magere Weide · Vogelwijk & Muziekwijk

Buurten: Achter de Hoven · Aldlân-Oost · Aldlân-West · Barrahûs · Bilgaard · Blitsaerd · Bloemenbuurt · Blokhuisplein · Boksumerhoeke · Bonifatius ·  Buitengebied De Zwette · Buitengebied Noordwest · Buitengebied West · Cambuur · Cambuursterpad · Camminghaburen-Midden · -Noord · -Zuid · De Centrale · De Groene Ster · De Klamp · De Fellingen · De Waag · De Werp · De Zuidlanden · De Zwette I Harlingervaart ·  De Zwette II Zwettehaven ·  De Zwette III Schenkenschans · De Zwette IV Businesspark · De Zwette V  Newton · De Zwette VI Deinumerpolder · EnergieCampus Sylsterrak · Gerard Dou · Grote Kerkbuurt · Grote Wielen · Harlingervaart Noord · Havankpark · Havenstêd ·  Heechterp · Helicon · Hemrik · Hoek · Hollanderwijk · Huizum-Badweg · -Bornia · -Dorp · -Sixma · Indische buurt · Jan van Scorelbuurt · Julianapark · Magere Weide · Molenpad · Nieuwestad · Nijlân · Oldegalileën · Oldehove · Oranjewijk · Rapenburg · Rengerspark · Schepenbuurt · Schieringen · Snakkerburen · Sonnenborgh · Stationskwartier · Techum · Transvaalwijk · Tulpenburg · Valeriuskwartier · Vierhuisterweg e.o. · Vogelwijk · Vossepark · Welgelegen · Westeinde · Wetterstêd · Wiarda · Wielenpôlle · Zaailand · Zamenhofpark · Zeeheldenbuurt · Zuiderburen